# چارلز اسکورسزی
چارلز اسکورسزی (انگلیسی: Charles Scorsese; ۸ مهٔ ۱۹۱۳ – ۲۳ اوت ۱۹۹۳) هنرپیشه اهل ایالات متحده آمریکا بود.
از فیلم‌ها یا برنامه‌های تلویزیونی که وی در آن نقش داشته‌است می‌توان به رفقای خوب، گاو خشمگین، کازینو، و عصر معصومیت اشاره کرد.